# Rasha Abbas
Rasha Abbas est une écrivaine et journaliste syrienne née en 1984 à Lattaquié.

## Biographie
Rasha Abbas est née en 1984 dans la ville côtière de Lattaquié.
Elle grandit ensuite à Damas où après ses études elle travaille à la télévision publique. En parallèle elle commence à écrire et dès 2008, son recueil de nouvelles Adam Hates Television est primé dans le cadre de la capitale arabe de la culture.
Au début de la guerre civile syrienne, elle quitte le pays et s'installe d'abord à Beyrouth avant de partir pour Stuttgart où elle bénéficie d'une bourse d'écriture au sein de l'akademie solitude,. À l'issue de cette résidence, elle se rend à Berlin pour demander l'asile,.
En 2016 est publié son roman Die Erfindung der deutschen Grammatik (l'invention de la grammaire allemande).